# Argentyna na Letnich Igrzyskach Olimpijskich 1996
Argentynę na XXVI Letnich Igrzyskach Olimpijskich w Atlancie reprezentowało 178 sportowców w 20 dyscyplinach. Był to 19 start Argentyńczyków na letnich igrzyskach olimpijskich.

## Zdobyte medale
| Medal  | Zawodnik | Dyscyplina sportowa | Konkurencja      |
| ------ | --- | ------------------- | ---------------- |
| Srebro | Carlos Bossio Roberto Ayala José Antonio Chamot Javier Zanetti Matías Almeyda Roberto Sensini Claudio López Diego Simeone Hernán Crespo Ariel Ortega Hugo Morales Pablo Cavallero Héctor Pineda Pablo Paz Christian Bassedas Gustavo López Marcelo Delgado Marcelo Gallardo | Piłka nożna         | turniej mężczyzn |
| Srebro | Carlos Espínola | Żeglarstwo          | Windsurfer       |
| Brąz   | Pablo Chacon | Boks                | waga piórkowa    |